# Flavoparmelia leucoxantha
Flavoparmelia leucoxantha är en lavart som först beskrevs av Johannes Müller Argoviensis, och fick sitt nu gällande namn av Hale ex DePriest & B.W.Hale. Flavoparmelia leucoxantha ingår i släktet Flavoparmelia och familjen Parmeliaceae.   Inga underarter finns listade i Catalogue of Life.